# Paa yunnanensis
Nanorana yunnanensis là một loài ếch trong họ Ranidae.
Nó được tìm thấy ở Trung Quốc, Việt Nam, có thể cả Lào, và có thể cả Myanmar.
Các môi trường sống tự nhiên của chúng là các khu rừng ẩm ướt đất thấp nhiệt đới hoặc cận nhiệt đới, các khu rừng vùng núi ẩm nhiệt đới hoặc cận nhiệt đới, đồng cỏ nhiệt đới hoặc cận nhiệt đới vùng đất cao, sông, đầm nước, đầm nước ngọt, đầm nước ngọt có nước theo mùa, ao nuôi trồng thủy sản, đất có tưới tiêu, và kênh đào và mương rãnh. Loài này đang bị đe dọa do mất môi trường sống. Nó còn bị người ta săn bắt để ăn thit.